# RD-253火箭发动机
RD-253火箭发动机（俄语：Раке́тный дви́гатель 253）与它的后续型号，RD-275火箭发动机和RD-275M火箭发动机，是由苏联动力机械科研生产联合体研制的一种富氧分级燃烧循环，使用偏二甲肼与四氧化二氮液体燃料的火箭发动机。这种燃料组合有剧毒，但是可以在室温下储存，并且是自燃推进剂。此发动机被用在质子运载火箭上。